# Montalet-le-Bois
Montalet-le-Bois és un municipi francès, situat al departament d'Yvelines i a la regió d'Illa de França. L'any 2007 tenia 326 habitants.
Forma part del cantó de Limay, del districte de Rambouillet i de la Comunitat urbana Grand Paris Seine et Oise.

## Demografia

### Població
El 2007 la població de fet de Montalet-le-Bois era de 326 persones. Hi havia 108 famílies, de les quals 24 eren unipersonals (8 homes vivint sols i 16 dones vivint soles), 24 parelles sense fills, 56 parelles amb fills i 4 famílies monoparentals amb fills.
La població ha evolucionat segons el següent gràfic:
Habitants censats

### Habitatges
El 2007 hi havia 126 habitatges, 117 eren l'habitatge principal de la família, 6 eren segones residències i 3 estaven desocupats. 122 eren cases i 4 eren apartaments. Dels 117 habitatges principals, 101 estaven ocupats pels seus propietaris, 12 estaven llogats i ocupats pels llogaters i 4 estaven cedits a títol gratuït; 1 tenia una cambra, 3 en tenien dues, 14 en tenien tres, 20 en tenien quatre i 79 en tenien cinc o més. 99 habitatges disposaven pel capbaix d'una plaça de pàrquing. A 38 habitatges hi havia un automòbil i a 72 n'hi havia dos o més.

### Piràmide de població
La piràmide de població per edats i sexe el 2009 era:
| Homes | Edats   | Dones |
| ----- | ------- | ----- |
| 0     | 95 o +  | 0     |
| 0     | 90 a 94 | 0     |
| 0     | 85 a 89 | 0     |
| 0     | 80 a 84 | 4     |
| 4     | 75 a 79 | 0     |
| 0     | 70 a 74 | 0     |
| 0     | 65 a 69 | 4     |
| 16    | 60 a 64 | 4     |
| 8     | 55 a 59 | 8     |
| 0     | 50 a 54 | 12    |
| 24    | 45 a 49 | 8     |
| 12    | 40 a 44 | 28    |
| 16    | 35 a 39 | 12    |
| 8     | 30 a 34 | 4     |
| 8     | 25 a 29 | 4     |
| 4     | 20 a 24 | 8     |
| 24    | 15 a 19 | 0     |
| 16    | 10 a 14 | 16    |
| 0     | 5 a 9   | 28    |
| 8     | 0 a 4   | 4     |

## Economia
El 2007 la població en edat de treballar era de 226 persones, 167 eren actives i 59 eren inactives. De les 167 persones actives 159 estaven ocupades (86 homes i 73 dones) i 8 estaven aturades (2 homes i 6 dones). De les 59 persones inactives 19 estaven jubilades, 23 estaven estudiant i 17 estaven classificades com a «altres inactius».

### Ingressos
El 2009 a Montalet-le-Bois hi havia 119 unitats fiscals que integraven 352,5 persones, la mediana anual d'ingressos fiscals per persona era de 23.538 €.

### Activitats econòmiques
Dels 13 establiments que hi havia el 2007, 1 era d'una empresa extractiva, 2 d'empreses de construcció, 5 d'empreses de comerç i reparació d'automòbils, 1 d'una empresa de transport, 2 d'entitats de l'administració pública i 2 d'empreses classificades com a «altres activitats de serveis».
Dels 3 establiments de servei als particulars que hi havia el 2009, 1 era un taller de reparació d'automòbils i de material agrícola, 1 lampisteria i 1 empresa de construcció.
L'únic establiment comercial que hi havia el 2009 era una botiga d'equipament de la llar.
L'any 2000 a Montalet-le-Bois hi havia 5 explotacions agrícoles.

## Equipaments sanitaris i escolars
El 2009 hi havia una escola elemental.

## Poblacions més properes
El següent diagrama mostra les poblacions més properes.